# هاري فيغا
هاري فيغا (بالإنجليزية: Harry Vega)‏ هو فارس أمريكي، ولد في 21 سبتمبر 1965 في نيو برونزويك في الولايات المتحدة.